# Mancus

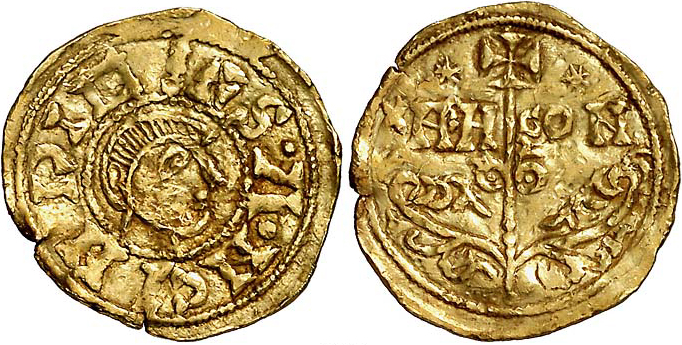
Mancus aragońskiego króla Sancho Ramireza (1,95 g) z 1089 roku

Mancus (mancosus) (od arab. manqūsh منقوش) – złota moneta arabska oraz jednostka obrachunkowa używana we wczesnośredniowiecznej Europie.
Nazwą tą pierwotnie określano (od VIII wieku) złoty arabski dinar o wadze 4,25 g (cięższy od bizantyjskiego bezanta), monetę stosowaną głównie w handlu międzynarodowym. Później nazywano tak również złote monety europejskie bite na wzór mancusa. Należały do nich przede wszystkim złote denary (gold penny) emitowane przez anglosaskich królów Mercji, m.in. przez Offę, Coenwulfa czy Ethelreda, mające wartość 30 srebrnych pensów, czyli ⅛ funta karolińskiego. W następstwie tego mancus (mancusa auri) stał się tam od IX wieku także monetą (jednostką) obrachunkową, której istnienie potwierdzają dokumenty aż do XV stulecia. W XI-wiecznej Katalonii złoty mancus o wadze 1,9-1,95 g opatrzony był arabskimi napisami wraz z krzyżem. 
Od końca VIII do schyłku XI wieku monety tej używano też w krajach Francji, Hiszpanii oraz Italii (gdzie jako srebrna przejściowo funkcjonowała w IX-X wieku), na ogół jako lżejszej od arabskiego dinara.